# Помарес, Мерседес
Мерседес Помарес Примельес (исп. Mercedes Pomares Primelles; 21 мая 1954, Махагуа, провинция Сьего-де-Авила, Куба — 6 августа 2024) — кубинская волейболистка, нападающая-доигровщица. Чемпионка мира 1978.

## Биография
Волейболом начала заниматься в 14-летнем возрасте в родном городе Махагуа под руководством школьного учителя физкультуры Серхио Алонсо. Продолжила занятия в спортивной школе «Ateneo de Garrido» в Камагуэе (тренер — Роберто Понсе) и вскоре была приглашена в команду провинции Камагуэй, за которую играла на протяжении всей свой спортивной карьеры. В 1969 году впервые была вызвана на сборы национальной команды страны тренером Эухенио Хорхе, возглавившем сборную за год до этого.
В 1971—1984 неизменно выступала за национальную сборную Кубы, в составе которой приняла участие в трёх Олимпийских играх (1972, 1976, 1980), трёх чемпионатах мира (1974, 1978, 1982), двух розыгрышах Кубка мира (1977, 1981), четырёх Панамериканских играх (1971, 1975, 1979, 1983), шести чемпионата NORCECA (1971, 1973, 1975, 1977, 1979, 1983) трёх Центральноамериканских и Карибских играх (1974, 1978, 1982). 12 раз на этих турнирах становилась обладателем золотых наград и трижды — серебряных. Являлась лидером сборной и в течение нескольких лет была её капитаном. Входила в десятку лучших спортсменов Кубы в 1977 и 1978 годах. Наиболее ярким достижением Помарес стала её победа в составе команды «карибских брюнеток» (закрепившееся за сборной Кубы прозвище) на чемпионате мира 1978 года, проходившем в СССР, где она являлась одним из лидеров атаки команды (наряду с Мерседес Перес и Нелли Барнет) и признана лучшей нападающей турнира.
Из-за атакующей манеры Помарес за ней закрепились прозвища La Zurda de Majagua (Левша из Махагуа) и La Zurda de Oro (Золотая Левша).
После окончания игровой карьеры Помарес вела большую организационную и популяризаторскую работу на Кубе и в других странах Латинской Америки (Венесуэле, Мексике, Панаме). В 2010 — главный тренер женской сборной Катара.
Умерла 6 августа 2024 года.

## Достижения

### Со сборной Кубы
- чемпионка мира 1978.
- серебряный призёр розыгрыша Кубка мира 1977.
- 4-кратная чемпионка Панамериканских игр — 1971, 1975, 1979, 1983.
- 4-кратная чемпионка NORCECA — 1973, 1975, 1977, 1979;
  - двукратный серебряный призёр чемпионатов NORCECA — 1971, 1983.
- 3-кратная чемпионка Центральноамериканских и Карибских игр — 1974, 1978, 1982.
- победитель соревнований «Дружба-84».

### Индивидуальные
- 1977: лучшая нападающая и член символической сборной Кубка мира.
- 1978: лучшая нападающая чемпионата мира.